# Ballon d'Alsace
Ballon d’Alsace är en bergstopp i bergsområdet Vosges i Frankrike (Alsace). Bergstoppens höjd är 1 247 meter över havet (bilvägen passerar på 1 171 meter över havet). Ballon d’Alsace var det första berget som Tour de France cyklade över år 1905. Berget ingick i tävlingen även jubileumsåret 2005 och först över toppen den gången var Michael Rasmussen. Berget är klassificerat med svårighetsgrad i kategori 1.